# Kathleen MacLeod
Kathleen MacLeod (23 de octubre de 1986) es una jugadora de baloncesto de Australia, que formó parte de la selección de ese país que logró el bronce en los Juegos Olímpicos de 2012.

## Datos personales
MacLeod nació el 23 de octubre de 1986 y es de Melbourne. Ella tiene cuatro hermanos, dos hermanos y dos hermanas. Ella mide 168 centímetros (66 pulgadas).

## Baloncesto
MacLeod es una guardia. Como competidora en los Campeonatos nacionales australianos sub-20 de 2005, ganó el Premio Bob Staunton. Ella jugó al baloncesto junior para el Victorian basado en Nunawading Spectres. Ella jugó al baloncesto en Hungría en 2008/2009 y Francia en 2009/2010.